# Sauerheim
Sauerheim ist ein Gemeindeteil des Marktes Weisendorf im Landkreis Erlangen-Höchstadt (Mittelfranken, Bayern). Die Gemarkung Sauerheim hat eine Fläche von 3,788 km². Sie ist in 442 Flurstücke aufgeteilt, die eine durchschnittliche Flurstücksfläche von 8570,79 m² haben. In ihr liegt neben dem namensgebenden Ort der Gemeindeteil Mitteldorf.

## Geografie
Das Dorf liegt am Sauerheimer Graben, einem linken Zufluss des Seebachs. Der Sauerheimer Graben speist eine Kette von Weihern, unmittelbar südöstlich des Ortes Poppelsweiher genannt. Auch nördlich des Ortes befinden sich zahlreiche Weiher. Ansonsten ist der Ort unmittelbar von Acker- und Grünland umgeben. Beim Poppelsweiher steht ein Baum, der als Naturdenkmal ausgezeichnet ist. 0,5 km südwestlich liegt das Engelholz.
Eine Gemeindeverbindungsstraße verläuft nach Weisendorf zur Staatsstraße 2259 (1,5 km östlich) bzw. direkt zur St 2259 (0,6 km südwestlich). Dort mündet die Kreisstraße ERH 28, die nach Sintmann führt (0,9 km südlich).

## Geschichte
Das Hochstift Bamberg war ursprünglich Lehnsherr des Ortes. Von 1398 bis 1417 hatten Heinrich und Eberhard von Berg Besitzungen im Ort. Anschließend gelangte das ganze Dorf als Eigengut an die Herren von Maienthal. Aus einer Urkunde, die zwischen 1427 und 1435 entstand, geht hervor, dass die Heeren von Maienthal drei Höfe des Ortes an den Nürnberger Patrizier Hans Rieter verkauften. Neben diesem waren später auch das Rittergut Neuenbürg und das Rittergut Weisendorf im Ort begütert. Nach dem Gemeindeedikt wurden die Rittergüter zu Patrimonialgerichten und durften über das jeweilige Anwesen, das sie im Ort besaßen, die freiwillige Gerichtsbarkeit ausüben (Neuenbürg: 1812–1835, Weisendorf: 1802–1848).
Im Rahmen des Gemeindeedikts wurde Sauerheim dem 1811 gebildeten Steuerdistrikt Kairlindach zugewiesen. 1813 entstand die Ruralgemeinde Sauerheim, zu der Mitteldorf, Rezelsdorf und Sintmann gehörten. Mit dem Zweiten Gemeindeedikt (1818) war nur noch Mitteldorf Teil der Ruralgemeinde Sauerheim. 1824 wurde schließlich die ursprüngliche Ruralgemeinde wiederhergestellt, die jedoch nicht mehr nach Sauerheim, sondern nach Rezelsdorf benannt wurde.
Am 1. Januar 1972 wurde Sauerheim im Zuge der Gebietsreform in die Gemeinde Weisendorf eingegliedert.

### Einwohnerentwicklung
| Jahr      | 001818 | 001861 | 001871 | 001885 | 001900 | 001925 | 001950 | 001961 | 001970 | 001987 | 002019 |
| Einwohner | 68     | 76     | 74     | 79     | 62     | 63     | 88     | 66     | 62     | 49     | 38     |
| Häuser    | 9      |        |        | 13     | 13     | 11     | 11     | 12     |        | 12     |        |
| Quelle    | [ 9 ]  | [ 10 ] | [ 11 ] | [ 12 ] | [ 13 ] | [ 14 ] | [ 15 ] | [ 16 ] | [ 17 ] | [ 18 ] | [ 1 ]  |

## Religion
Bis 1358 gehörte der Ort kirchlich zu Büchenbach, von da an zur neu gegründeten Pfarrei Weisendorf. Seit der Reformation ist der Ort evangelisch-lutherisch geprägt. Die Einwohner römisch-katholischer Konfession sind nach St. Josef (Weisendorf) gepfarrt.